# Amt Spreenhagen
Amt Spreenhagen – Związek Gmin w Niemczech, leżący w kraju związkowym Brandenburgia, w powiecie Oder-Spree. Siedziba związku znajduje się w miejscowości Spreenhagen.
W skład związku wchodzą trzy gminy:
1. Gosen-Neu Zittau
2. Rauen
3. Spreenhagen